# راتشيل كون
راتشيل كون (بالإنجليزية: Rachael Kohn)‏ هي كاتِبة أسترالية، ولدت في 1953.